# Madame Pilar-Morin
Madame Pilar Morin (fl. XIX-XX secolo) è stata un'attrice e sceneggiatrice statunitense del cinema muto, che lavorò per l'Edison Manufacturing Company tra il 1909 e il 1910.
Il suo nome appare anche come soggettista. Recitò sotto la direzione di J. Searle Dawley, Ashley Miller, Bannister Merwin e Edwin S. Porter, alcuni dei nomi di punta della Edison, una delle più importanti case di produzione del cinema statunitense del primo Novecento.

## Filmografia

### Attrice
- Comedy and Tragedy, regia di J. Searle Dawley (1909)
- A Japanese Peach Boy, regia di Ashley Miller (1910)
- The Cigarette Maker of Seville (1910)
- Carminella, regia di Bannister Merwin (1910)
- The Piece of Lace, regia di Ashley Miller (1910)
- From Tyranny to Liberty, regia di J. Searle Dawley (1910)
- The Key of Life (1910)
- The Greater Love, regia di Edwin S. Porter (1910)

### Sceneggiatrice
- A Japanese Peach Boy, regia di Ashley Miller - storia (1910)